# ТЕС Барка III
ТЕС Барка III — теплова електростанція на півночі Оману.
У 2013-му на майданчику станції запустили в роботу парогазовий блок комбінованого циклу потужністю 744 МВт, в якому дві газові турбіни потужністю по 250 МВт живлять через відповідну кількість котлів-утилізаторів одну парову турбіну з показником 250 МВт.
Для охолодження використовують морську воду.
Як паливо станція споживає природний газ, постачений по трубопроводу Мурайрат – Сухар.
Видача продукції відбувається по ЛЕП, що працює під напругою 220 кВ.
Проєкт реалізували через компанію Al Suwadi Power, учасниками якої виступили французька Engie (29,9 %), місцева Multitech (14,3 %), японські Shikoku Electric Power та Sojitz (по 7,1 %), Фонд соціального страхування Оману (6,5 %) та інші.